# Вилафранка ди Верона
Вилафра̀нка ди Веро̀на (на италиански: Villafranca di Verona; на венециански: Vilafranca, Вилафранка) е град и община в Северна Италия, провинция Верона, регион Венето. Разположен е на 54 m надморска височина. Населението на общината е 33 114 души (към 2016 г.).